# Krkaklostret
Krkaklostret (serbiska: Манастир Крка/Manastir Krka) är ett serbisk-ortodoxt kloster beläget nära floden Krka, mellan städerna Knin och Šibenik i Šibenik-Knins län i Kroatien.

## Historia
Krkaklostret omnämns första gången år 1345.
1995 vandaliserades klostret i samband med det kroatiska självständighetskriget. Klostret reparerades 2001. Vissa av klostrets historiskt värdefulla ägodelar är fortfarande[när?] försvunna.

## Övrigt
I närheten ligger även nationalparken Krka.

## Bilder

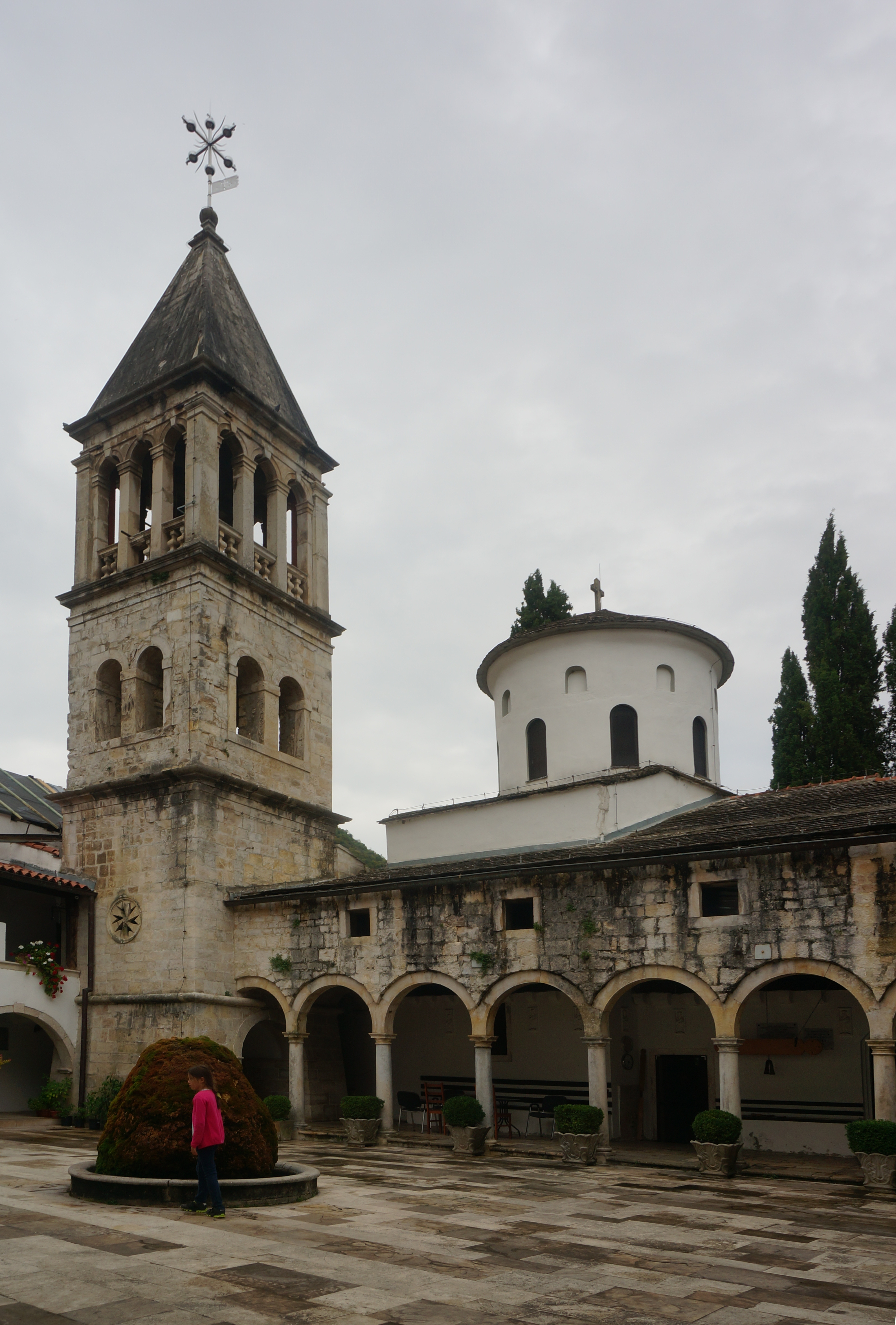
Klosterkyrkan.
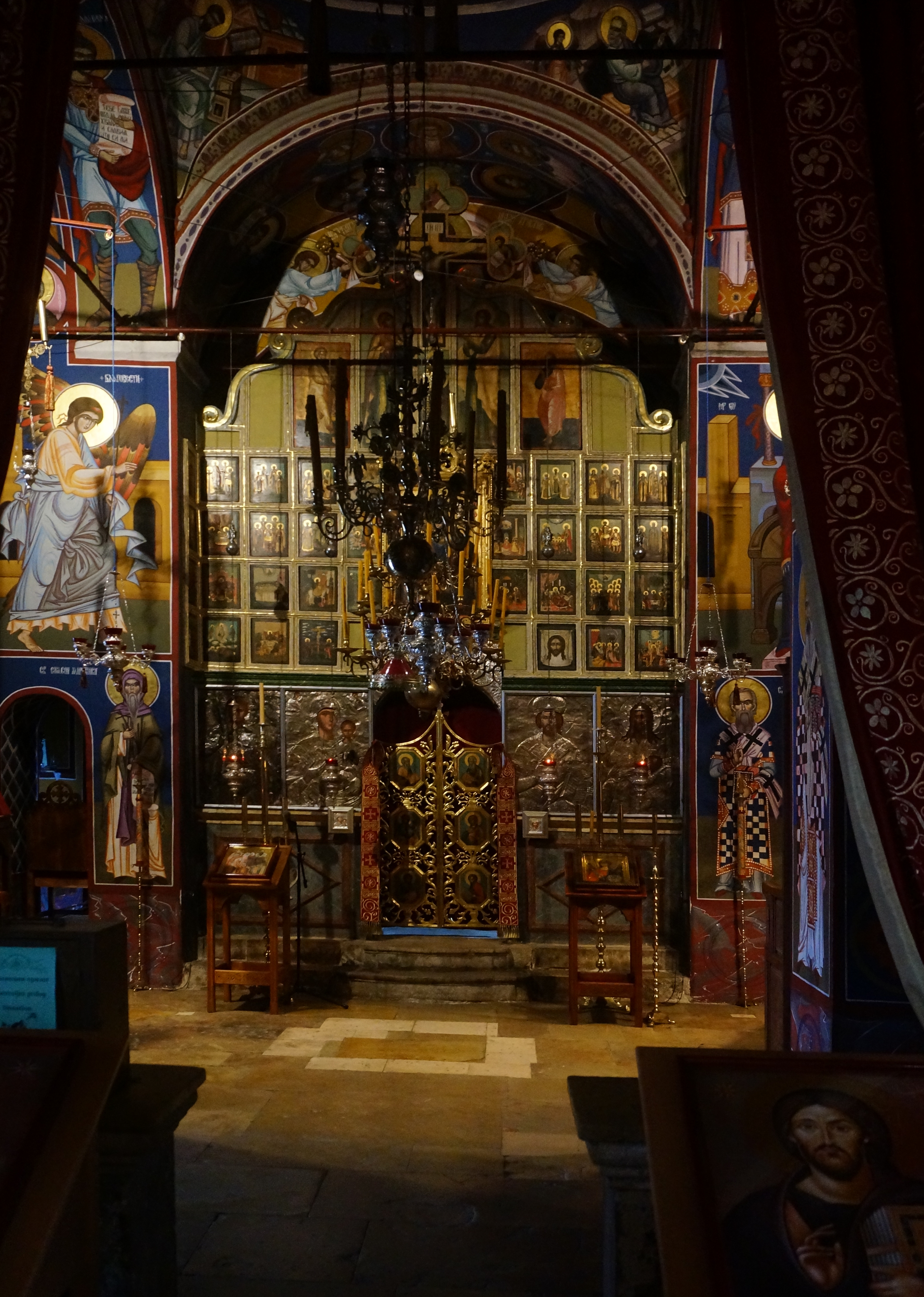
Klosterkyrkans interiör mot ikonostasen.
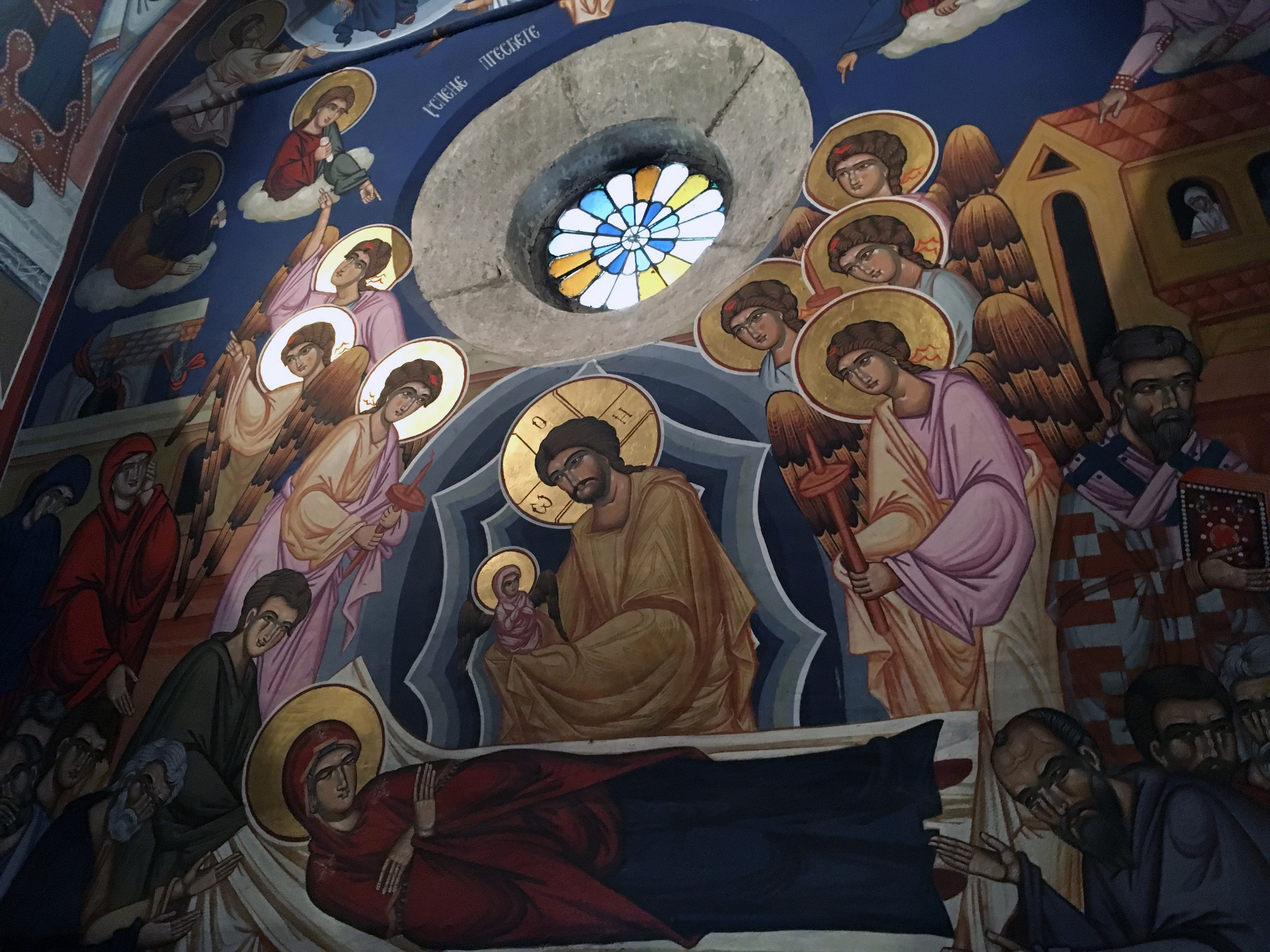
Fresk föreställande Guds moders avsomnande.
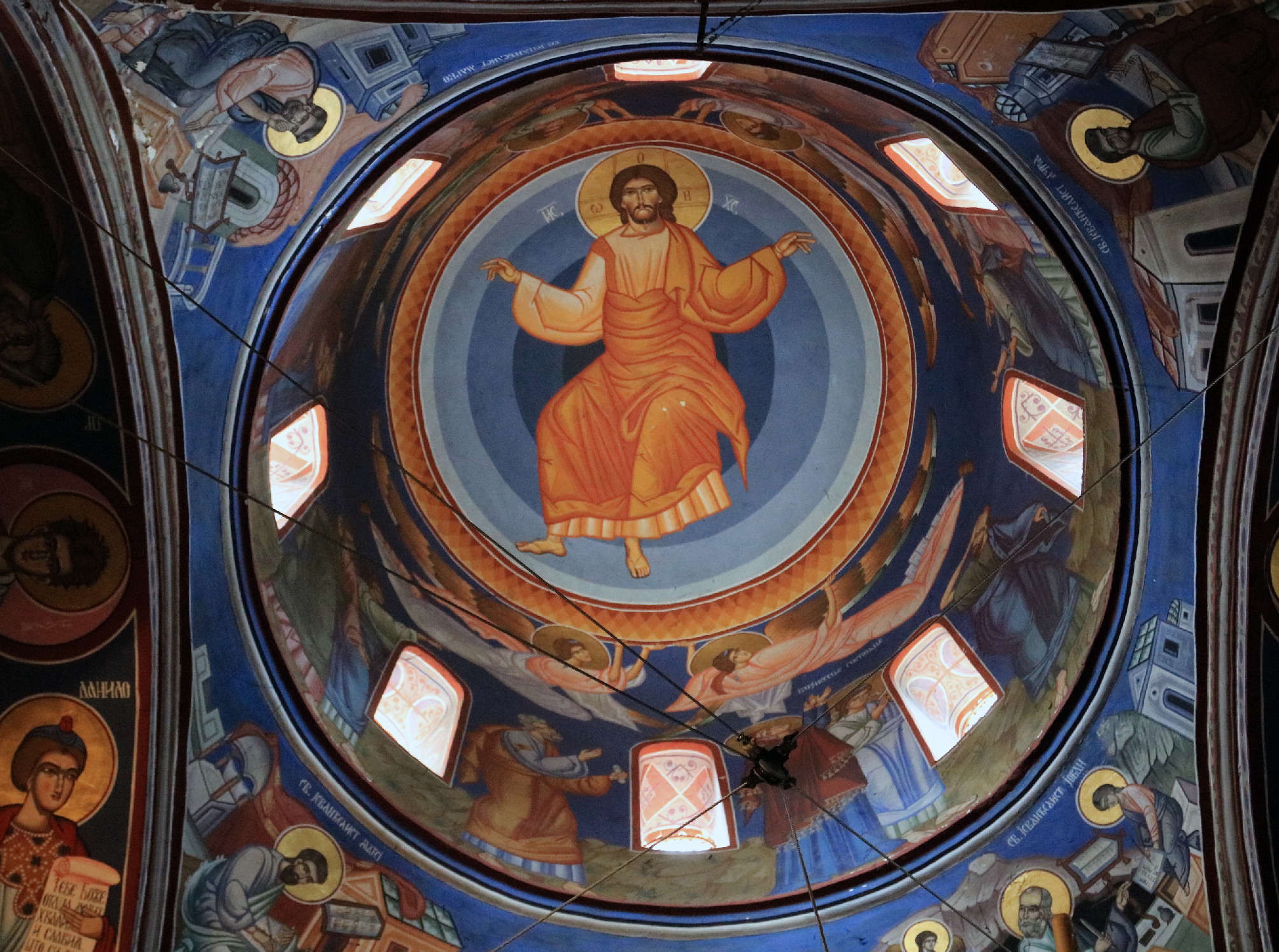
Klosterkyrkans kupol inifrån.